# Aeroportul Sawan
Aeroportul Sawan (IATA: RZS, ICAO: OPSW) este un aeroport din Sindh, Pakistan ce deservește zona Sawan⁠(d).
Situat la o altitudine de 78 m, aeroportul dispune de o singură pistă. Este operat de OMV.